# Aeropuerto Caucayá
El Aeropuerto Caucayá (IATA: LQM, OACI: SKLG) es un aeropuerto de carácter regional, el cual le brinda servicio a Puerto Leguízamo en Putumayo (Colombia). Cuenta con una pequeña terminal de pasajeros donde opera la aerolínea estatal SATENA, en aviones ATR 42-500 y Harbin Y-12. Para la entrada y salida de carga opera la empresa de transporte aéreo Aerocharter Carga.

## Aerolíneas y destinos

### Pasajeros
| Aerolíneas | Destinos                       |
| ---------- | ------------------------------ |
| SATENA     | Bogotá, Florencia, Puerto Asís |

### Destinos nacionales
Se brinda servicio a 3 ciudades, dentro del país a cargo de 1 aerolínea.
| Departamentos/Ciudades                 | Nombre del aeropuerto              | Aerolíneas        |
| Destinos actuales                      | Destinos actuales                  | Destinos actuales |
| -------------------------------------- | ---------------------------------- | ----------------- |
| Caquetá (1 destino, 1 aerolínea)       |                                    |                   |
| Florencia                              | Aeropuerto Gustavo Artunduaga      | SATENA            |
| Cundinamarca (1 destino, 1 aerolínea)  |                                    |                   |
| Bogotá                                 | Aeropuerto Internacional El Dorado | SATENA            |
| Putumayo (1 destino, 1 aerolínea)      |                                    |                   |
| Puerto Asís                            | Aeropuerto Tres de Mayo            | SATENA            |
| Total: 3 destinos, 1 país, 1 aerolínea |                                    |                   |

### Destinos que cesaron operación
- SATENA
  - Neiva / Aeropuerto Benito Salas
  - Cali / Aeropuerto Internacional Alfonso Bonilla Aragón
  - Villagarzón / Aeropuerto de Villagarzón

## Cargueros
- Aerocharter Carga
  - Bogotá / Aeropuerto Internacional El Dorado

## Navegación
Para la navegación, el aeropuerto cuenta con las siguientes radioayudas:
| Tipo    | ID  | Nombre           | Canal | Frecuencia |
| ------- | --- | ---------------- | ----- | ---------- |
| VOR-DME | PLG | Puerto Leguizamo | 075X  | 112.800    |
| NDB     | LGM | LEGUIZAMO        |       | 348        |